# Lepetodrilidae
Lepetodrilidae is een familie van weekdieren uit de klasse van de Gastropoda (slakken).

## Geslachten
- Clypeosectus McLean, 1989
- Gorgoleptis McLean, 1988
- Lepetodrilus McLean, 1988
- Pseudorimula McLean, 1989